# Kaukasische Birke
Die Kaukasische Birke (Betula medwediewii) ist ein großer Strauch aus der Gattung der Birken in der Familie der Birkengewächse (Betulaceae). Das Verbreitungsgebiet liegt im Iran, der Türkei und in Georgien.

## Beschreibung

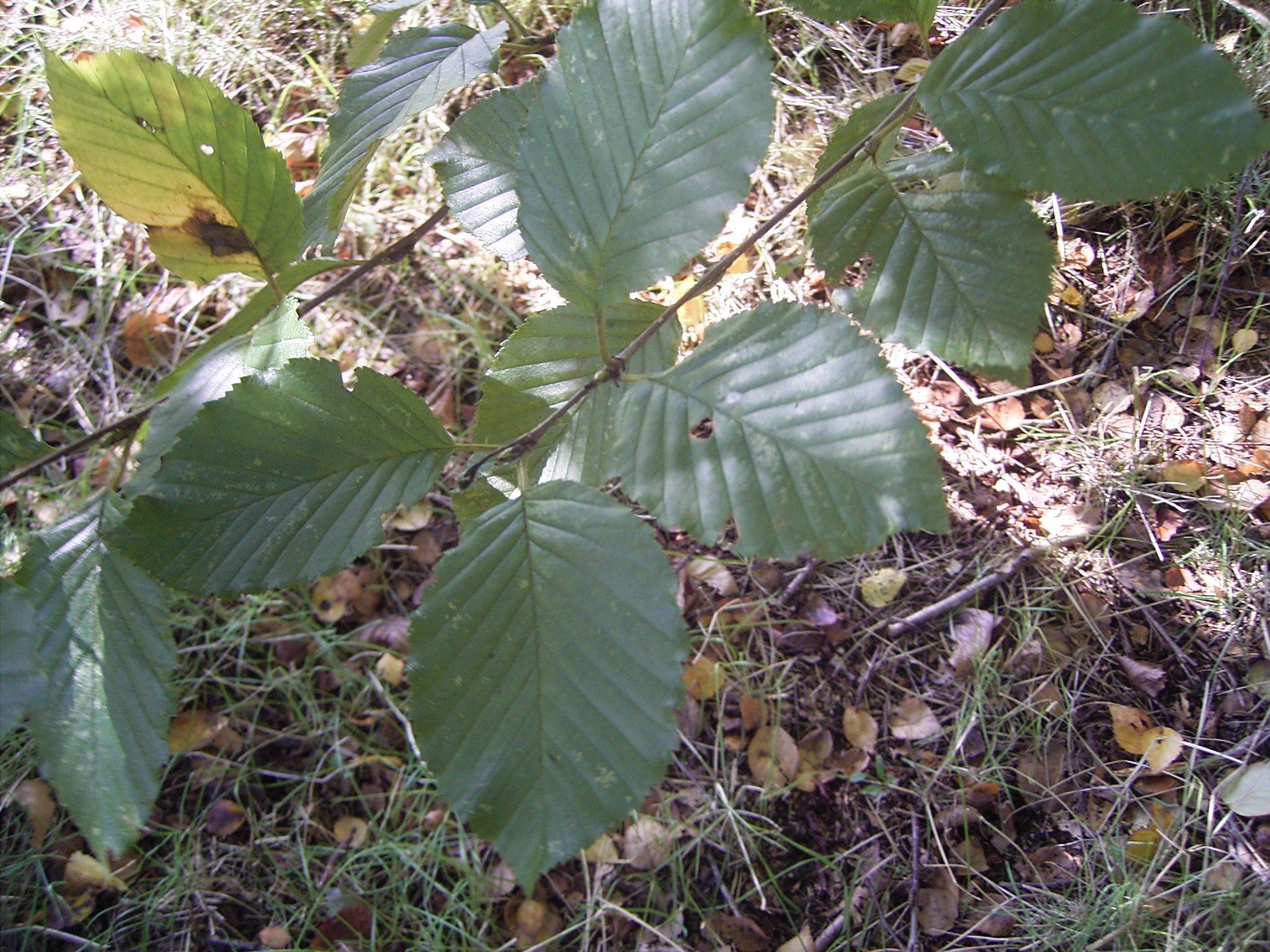
Blätter

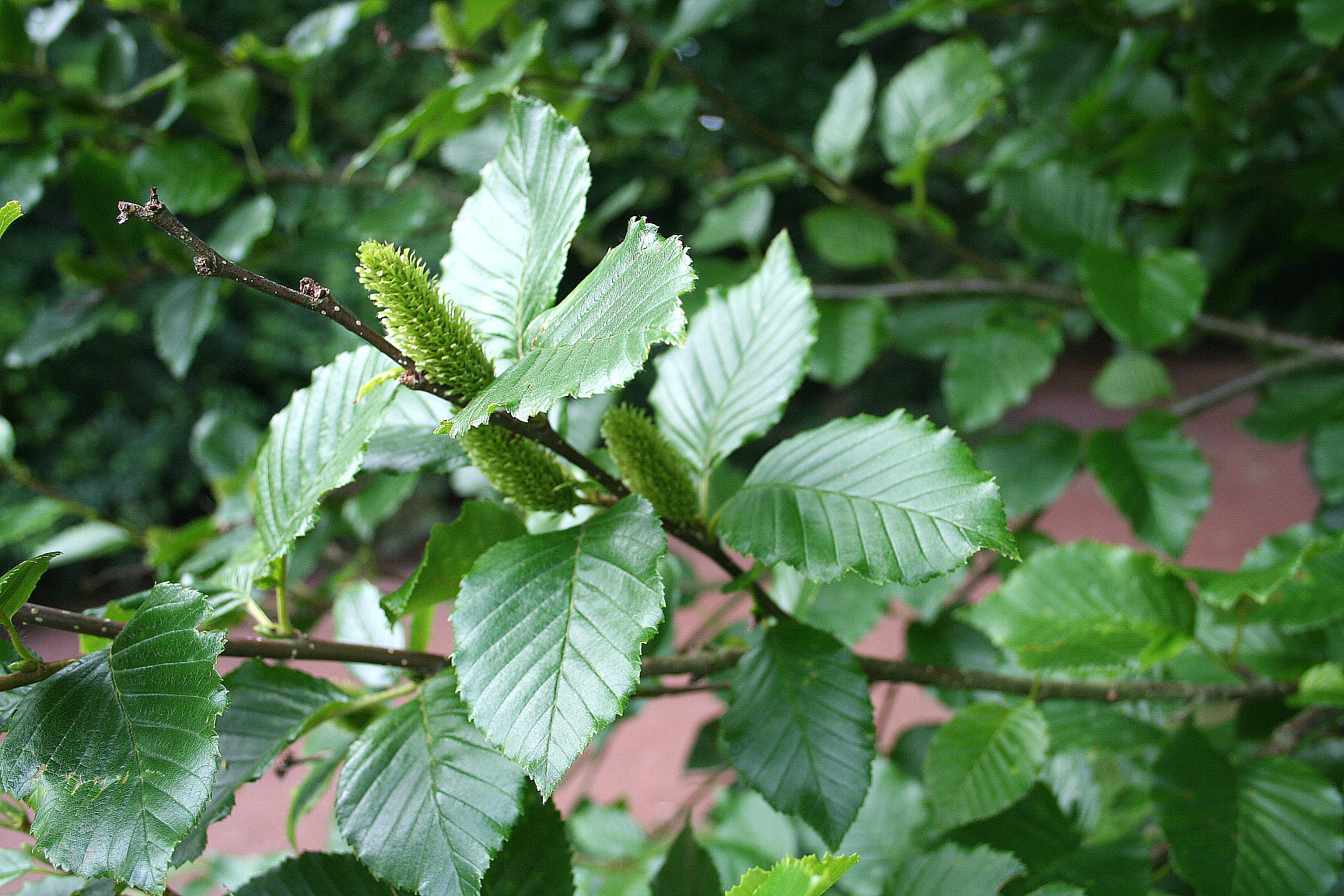
Belaubter Zweig mit Fruchtständen

Die Kaukasische Birke ist ein aufrechter, bis 6 Meter hoher Strauch, selten auch ein bis 20 Meter hoher Baum mit einer graugelben, abrollenden Rinde. Die Triebe sind dick, steif und glänzend hellbraun und haben große, grüne und klebrige Knospen. Die Blätter sind breit elliptisch, 8 bis 12 Zentimeter lang, kurz zugespitzt mit abgerundeter oder schwach herzförmiger Basis und unregelmäßig doppelt gesägtem Rand. Die Blattoberseite ist tiefgrün, die Unterseite hellgrün und an den Nerven behaart. Je Blatt werden 8 bis 11 stark eingesenkte Nervenpaare gebildet. Der Blattstiel ist etwa 3 Zentimeter lang, behaart, tief rinnig mit großen, bleibenden Nebenblättern. Im Herbst färben sich die Blätter goldgelb. Als weibliche Blütenstände werden aufrechte, 3,5 Zentimeter lange, zylindrische Kätzchen gebildet. Dabei sind die Mittellappen der Fruchtschuppen doppelt so lang wie die Seitenlappen.

## Verbreitung und Ökologie
Das Verbreitungsgebiet liegt im Iran, in Georgien und in der Türkei. Dort wächst sie in artenarmen Wäldern auf mäßig trockenen bis frischen, sauren bis neutralen, sandigen Böden an sonnigen Standorten. Die Art ist frosthart.

## Systematik und Forschungsgeschichte
Die Kaukasische Birke (Betula medwediewii) ist eine Art aus der Gattung der Birken (Betula) in der Familie der Birkengewächse (Betulaceae). Die Erstbeschreibung erfolgte 1887 durch Eduard August von Regel in der Gartenflora. Monatsschrift für deutsche und schweizerische Garten und Blumenkunde. Herausgegeben von E. Regel. Regel ehrte mit dem wissenschaftlichen Namen der Pflanze den Entdecker der Art, den russischen Botaniker Jakob Sergejewitsch Medwedew (1847–1923).  Er hatte die Birke im Juli 1886 in Transkaukasien entdeckt.

## Verwendung
Die Art wird wegen ihres Holzes aber auch wegen ihrer Herbstfärbung als Zierpflanze verwendet.

## Nachweise